# Manamansalo
Manamansalo ist eine Insel im Oulujärvi-See in der finnischen Gemeinde Vaala. Mit einer Fläche von 76 km² ist Manamalsalo die größte Insel im Oulusee und die fünftgrößte aller Inseln in den finnischen Binnengewässern. Die Insel ist 16,2 Kilometer lang und an der breitesten Stelle 13,8 Kilometer breit. Auf der Insel befindet sich ein Dorf gleichen Namens. Manamansalo ist bekannt für seine langen Sandstrände.